# 皮亚纳克里克西亚
皮亚纳克里克西亚（義大利語：Piana Crixia），是意大利利古里亚大区萨沃纳省的一个市镇。总面积29.59平方公里，人口877人，人口密度29.6人/平方公里（2009年）。ISTAT代码为009048。